# Fourteener

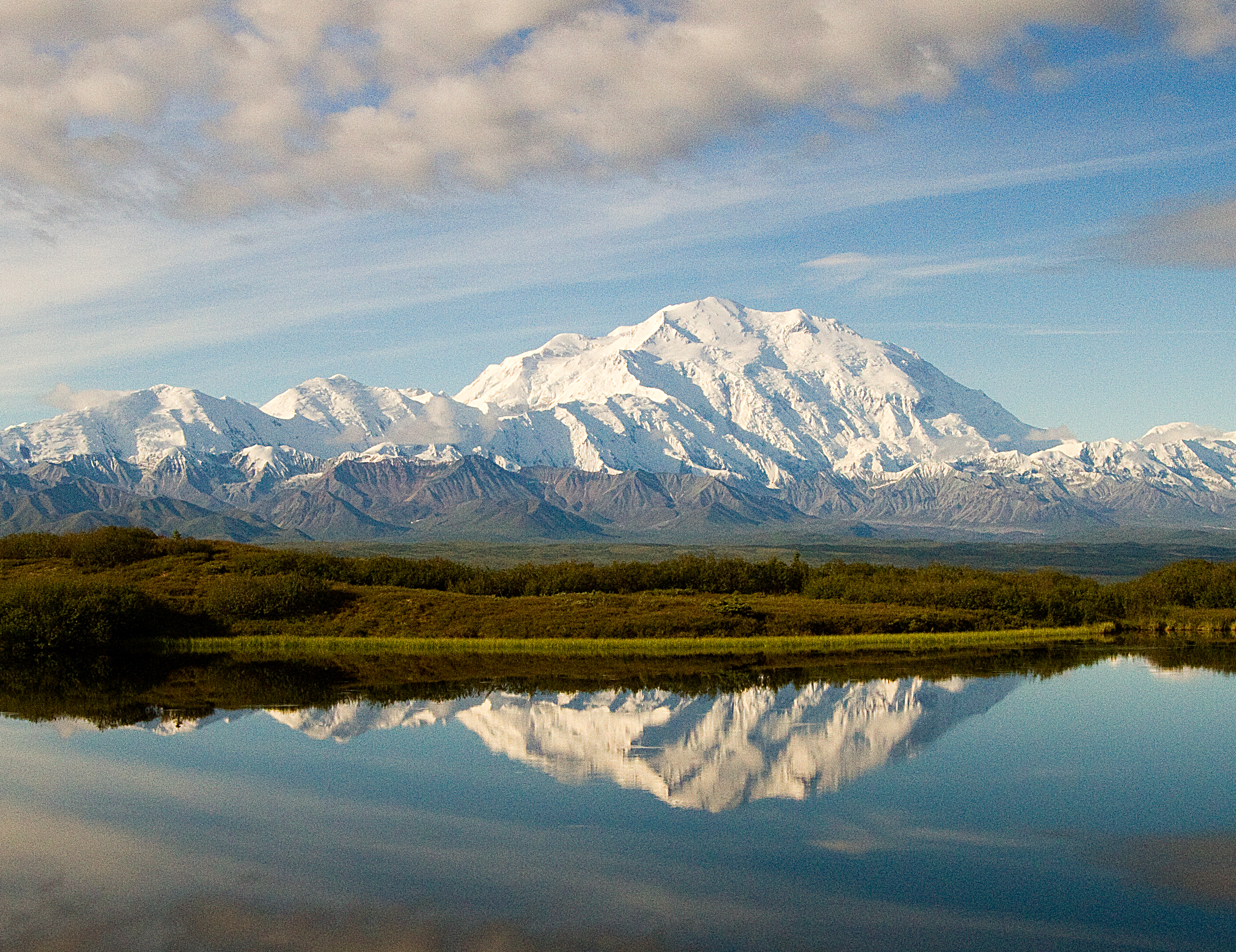
El Denali (6190.5 m) el fourteener compartido por EE. UU. y Canadá

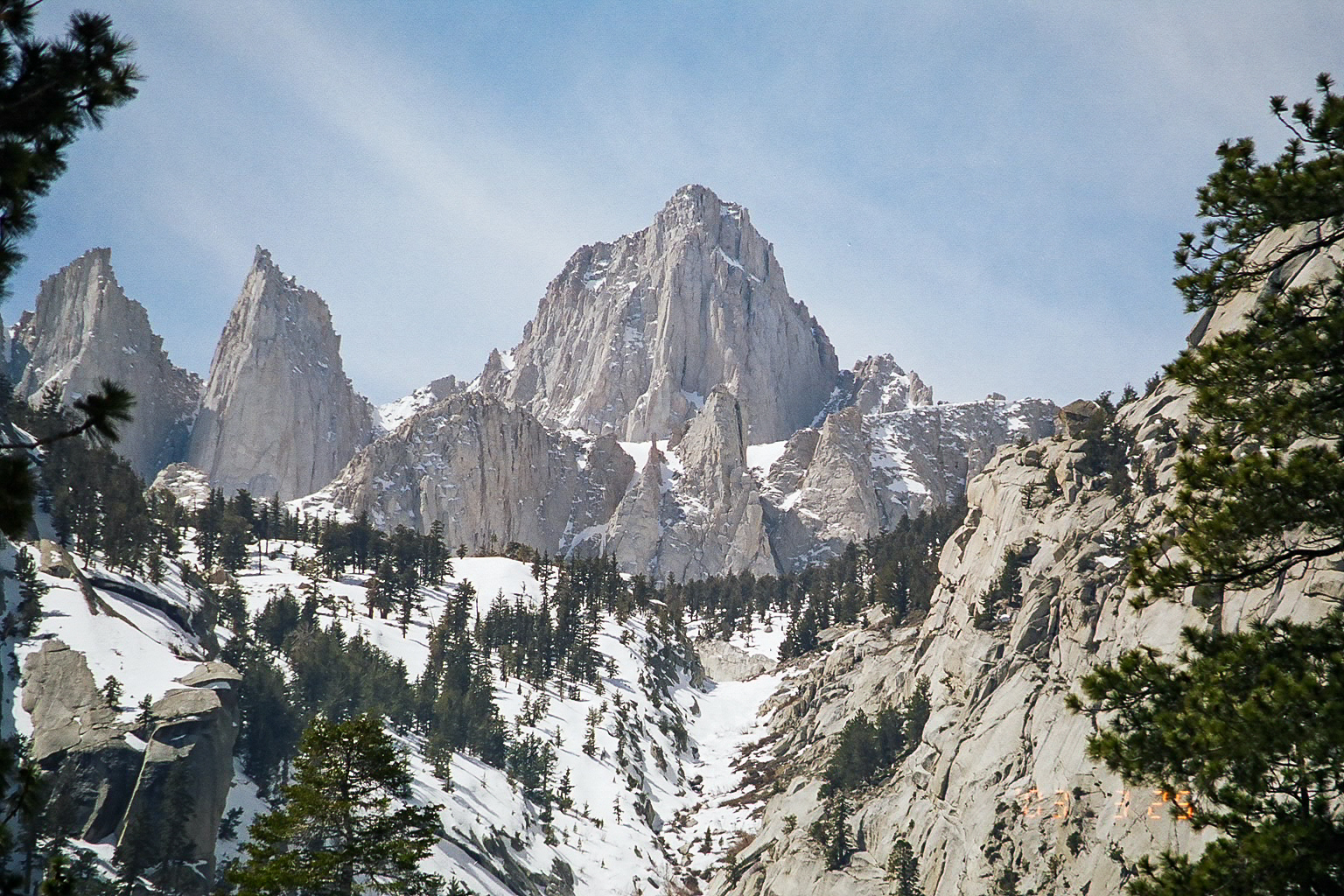
El monte Whitney (4421 m) el 23.º fourteener y primer californiano

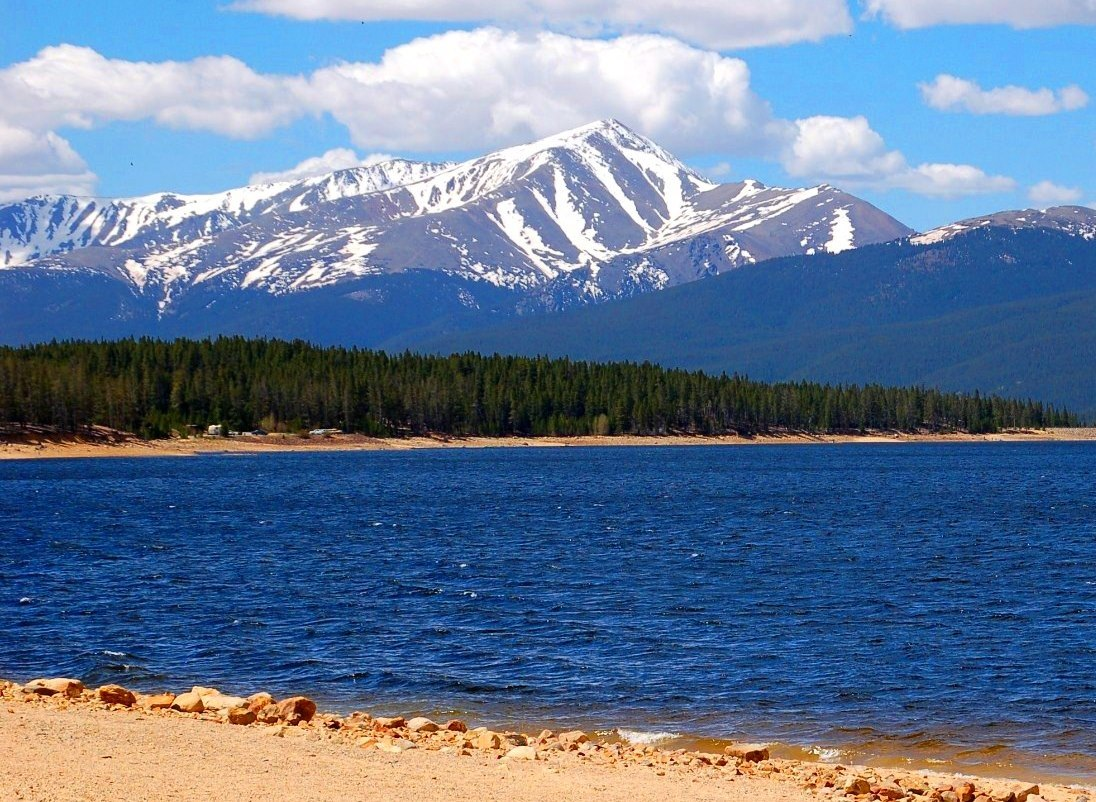
El monte Elbert (4401.2 m) 27.º fourteener y primer colorado

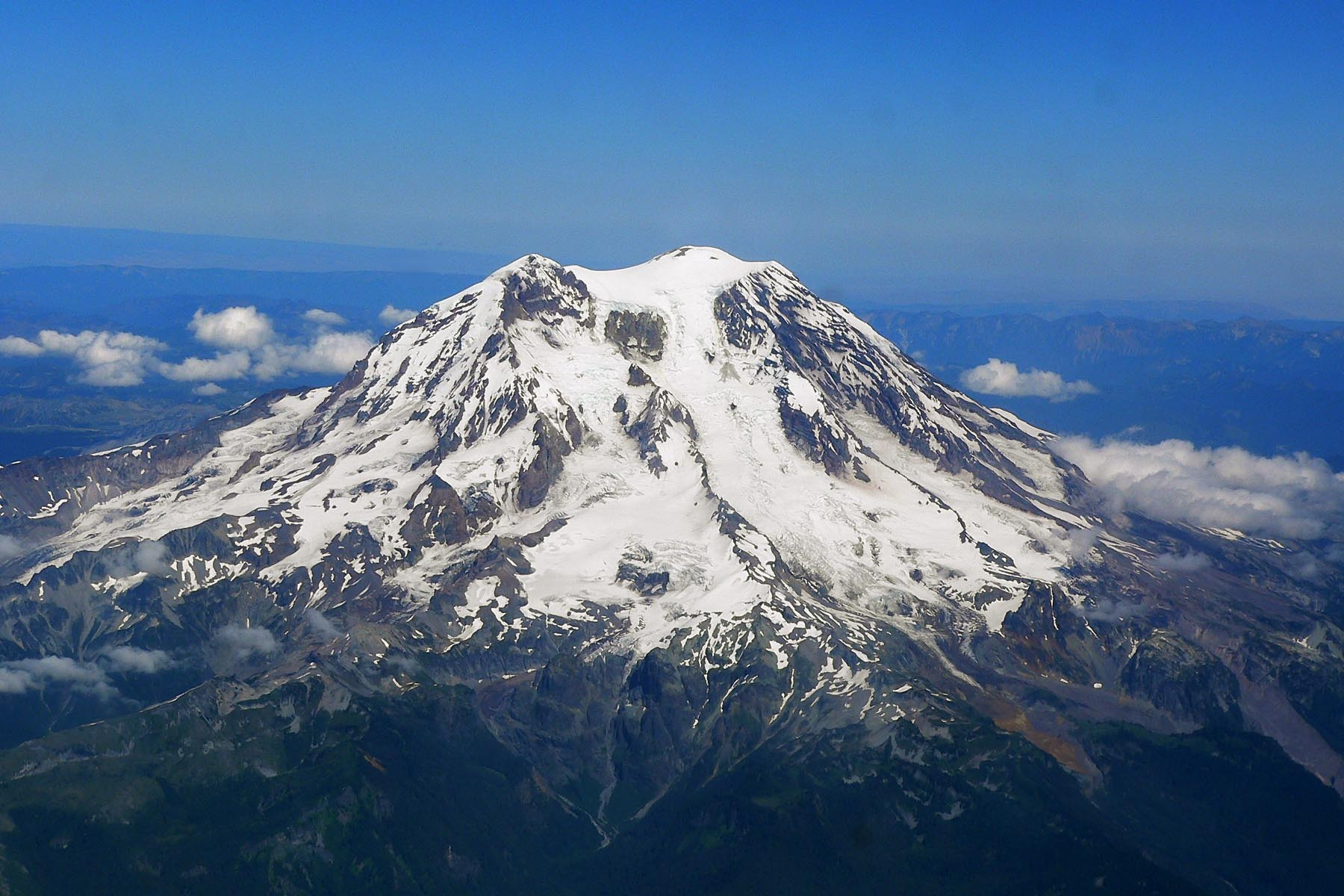
El monte Rainier (4394.39 m) 30.º fourteener y primero de Washington

En la jerga del montañismo del Oeste de los Estados Unidos, el término fourteener o 14ers se aplica a un pico de montaña de más de 14 000 pies (4267,2 m) de altitud. (Este límite simbólico no debe confundirse con el de la escala métrica de 4000 m). Es un término análogo al de ochomiles, y en realidad, serían los catorcemiles (en pies).
Los 96 fourteener en los Estados Unidos están todos al oeste del río Misisipi: Colorado tiene el mayor número (53) de todos los estados; Alaska ocupa el segundo lugar (29), seguida de California (10) y Washington (2). Muchos coleccionistas de picos (peakbaggers)  tratan de escalar los «catorcemiles» de los Estados Unidos contiguos, de un estado en particular o de otra región. Hay diecisiete fourteener más en Norteamérica, fuera de los Estados Unidos: diez en Canadá (además de los cinco que comparte con EE. UU.) y siete en México.
Se debate sobre si los picos de más de 14 999 pies todavía se pueden contar como «fourteeners».

## Criterios de calificación
La cima de una montaña o colina se puede caracterizar de tres maneras principales:
- por elevación topográfica (la altitud medida sobre el nivel del mar;[2][3])
- por prominencia topográfica (desnivel mínimo que hay que descender desde la cumbre para ascender a otra, cualquiera que sea, más alta; cuanto más prominente sea más destacará entre las que la rodean, con independencia de su altitud);[4][3]
- por aislamiento topográfico (distancia mínima del gran círculo hasta un punto de elevación igual, lo que representa un radio de dominancia en el que la cumbre es el punto más alto).

No todas las cumbres de más de 14 000 pies se consideran fourteener. Solo se aplica a aquellas que son cumbres «independientes» y no cumbres secundarias de otra principal. Esos picos deben tener suficiente prominencia topográfica y/o estar lo suficientemente alejados de otros picos más altos, o cumplir una combinación de ambas condiciones. Sin embargo, las listas de fourteeners no siempre usan tales reglas objetivas de manera consistente.[cita requerida]
La cuestión surgió en los Estados Unidos para enumerar los «catorcemiles» de Colorado. En febrero de 1968, William Graves propuso en Trail and Timberline, el boletín del Colorado Mountain Club, como criterio para que una cumbre fuese distinta, el que estuviese separada de una cumbre más alta por un paso inferior (saddledrop) de al menos 300 pies. Esa regla, que hizo posible encontrar casi la lista clásica, fue después globalemente aceptada, aun a pesar de que la lista más común de los 54 «catorcemiles» de Colorado incluye el pico North Marroon y el pico El Diente, que no cumplen con la misma. Esa regla fue comúnmente utilizada por los montañeros en los Estados Unidos contiguos, resultando así los 12 «catorcemiles» de California y los dos del estado de Washington, Sin embargo, la cumbre secundaria de Liberty Cap, en Washington, que tiene una elevación de 14 112 pies y 492 pies de prominencia, rara vez se cuenta como fourteener, aunque parece cumplir las reglas establecidas anteriormente.
Según el Mountaineering Club of Alaska, el estándar en Alaska usa una regla de prominencia de 500 pies (152,4 m) en lugar de la regla de 300 pies (91 m). Según esa regla, Alaska tiene al menos 21 picos de más de 14 000 pies (4267 m) y sus 12 picos más altos superan los 15 000 pies (4572 m) (4572 m).[cita requerida] A veces en Alaska se usa también una prominencia de 200 m en lugar de 300 pies.